# Pagasa confusa
Pagasa confusa är en insektsart som beskrevs av Izyaslav M. Kerzhner 1993. Pagasa confusa ingår i släktet Pagasa och familjen fältrovskinnbaggar. Inga underarter finns listade i Catalogue of Life.